# 巴薩拉克
巴薩拉克（波斯語：‎）位于阿富汗东部，是潘傑希爾省的首府。位於高速公路1號旁，距離首都喀布爾69公里，可通往馬扎里沙里夫、昆都士和普勒胡姆里。該城市的居民以塔吉克族為主。
2021年8月15日喀布爾陷落後，該地區被支持阿富汗流亡政府的潘傑希爾抵抗勢力奪取。2021年9月6日塔利班佔領該地區。